# Sebranice (Pardubice)
Sebranice é uma comuna checa localizada na região de Pardubice, distrito de Svitavy.